# Ben Rich
Benjamin Robert Rich (18 de junio de 1925 - 5 de enero de 1995) fue un ingeniero norteamericano y desde 1975 hasta 1991 fue el segundo director de Skunk Works de Lockheed, como sucesor de su fundador, Kelly Johnson. Considerado como el "padre de la tecnología stealth",Ben Rich estuvo al mando del desarrollo del F-117  Nighthawk , la primera aeronave de producción stealth. También trabajó en el F-104, U-2, SR-71, A-12 y el F-22.

## Primeros años
Rich nació en Manila, Filipinas. Era uno de los cinco hijos del superintendente británico Isidoro Rich y su esposa francesa Annie, hija de uno de sus abuelo paternos judíos que residían en Alejandría, Egipto. La familia Rich fue una de las primeras familias judías en instalarse en Manila. Huyeron de Filipinas apenas unas semanas antes del ataque japonés a Pearl Harbor, se trasladaron a Estados Unidos en 1942, donde Ben Rich se convirtió en un ciudadano naturalizado de los EE. UU. Trabajó con su padre en un taller mecánico en Los Ángeles, California, durante la Segunda Guerra Mundial, y estudió en la Escuela de la ciudad de Hamilton High. Después de la guerra comenzó su educación universitaria cuando tenía 21 años, especializándose en ingeniería mecánica en la Universidad de Berkeley, seguido de un máster en ingeniería aeronáutica en la UCLA, en lugar de en el campo médico como él había previsto.

## Lockheed
Después de su graduación, Rich fue contratado por Lockheed como especialista en termodinámica. Allí trabajó en una variedad de proyectos: se le concedió una patente por el diseño de un sistema de calefacción de nicrom para impedir la congelación de los penes de la tripulación de los aviones patrulla de la Marina debido a los tubos de eliminación de orina. También diseñó las tomas de aire para el F-104 Starfighter, la C-130 aviones de transporte, y el F-90 de combate.

### Skunk Works
En diciembre de 1954 Rich fue adscrito a Skunk Works, la sección de investigación secreta y de desarrollo dirigido por el jefe de Lockheed, el ingeniero Kelly Johnson. Allí diseñó las tomas de aire para el avión espía U-2. Luego dirigió el esfuerzo para construir una planta a gran escala de licuefacción de hidrógeno para un proyecto de impulsar un avión supersónico con hidrógeno, con nombre en código de Suntan (bronceado). El hidrógeno resultó ser poco práctico y fue cancelado. Rich fue director del programa para los sistemas de propulsión del sucesor del U-2, el SR-71 Blackbird. La idea de pintar el avión de negro para ayudar a disipar el tremendo calentamiento aerodinámico debido a su gran velocidad fue de Rich. Él diseñó los conos de admisión del motor, el sistema de aire acondicionado, y fue el jefe de termodinámica del proyecto.
Más tarde, cuando sucedió a Johnson como jefe de Skunk Works, Rich defendió los primeros prototipos de la tecnología de stealth y lideró el desarrollo del F-117.

## Premios
Fue miembro de la Academia Nacional de Ingeniería y ganó numerosos premios durante su carrera, incluyendo el Trofeo Collier. En 2005 fue exaltado al Salón de la Fama de la Aviación Nacional. En enero de 1981, recibió la Medalla de Servicio Distinguido de Defensa por su trabajo en el avión stealth, entonces todavía clasificado, en una ceremonia secreta en la oficina del entonces secretario de Defensa, Harold Brown. Se le permitió mostrar la medalla a sus dos hijos, pero no se le permitió decirles por qué la había recibido.